# Denny Laine
Denny Laine, pseudoniem van Brian Frederick Hines (Birmingham, 29 oktober 1944 – Naples (Florida), 5 december 2023), was een Brits zanger en musicus.  

## Biografie

### Moody Blues
Laine was vanaf de oprichting van de band in 1964 tot 1966 zanger en gitarist van de Moody Blues. Bekende nummers die hij met de Moody Blues gemaakt heeft zijn Go Now! en Boulevard de la Madeleine. Daarna speelde Laine met Trevor Burton van The Move in The Electric String Band die, min of meer als voorbeeld diende voor Electric Light Orchestra. Deze  samenwerking kreeg een vervolg in Balls en Ginger Baker's Airforce.

### Wings
In 1971 was Laine, samen met Paul en Linda McCartney, oprichter van Wings. Laine en de McCartneys waren de enige constante leden van de groep. Met McCartney schreef hij onder meer de hit Mull of Kintyre. Bij optredens zong hij ook twee solonummers. In 1980 kwam het einde van Wings in zicht; McCartney werd in januari van dat jaar in Tokio gearresteerd wegens marihuanabezit waardoor een geplande wereldtournee moest worden afgelast. Laine schreef als reactie het nummer Japanese Tears en stapte in april 1981 als laatste medebandlid uit Wings omdat McCartney had aangegeven voorlopig niet op tournee te willen gaan. Laine heeft nog wel meegewerkt aan McCartneys soloalbums Tug of War en Pipes of Peace die grotendeels uit dezelfde sessie stammen.
Laine woonde vanaf de jaren 90 in de Verenigde Staten, net als zijn Wings-collega's Laurence Juber en Steve Holley met wie hij enkele reünieconcerten heeft gegeven. Hij bleef ook solo toeren met eigen materiaal. 
Hij overleed op 79-jarige leeftijd aan een interstitiële longziekte.
- Biblioteca Nacional de España: XX992507
- Bibliothèque nationale de France: cb14195849h (data)
- Gemeinsame Normdatei: 134438353
- International Standard Name Identifier: 0000 0001 1068 8652
- Library of Congress Control Number: n80042697
- MusicBrainz: c20b66ee-5f30-4346-b648-23979ddc61f8
- Nationale bibliotheek van Australië: 48109216
- Nationale en Universitaire bibliotheek Zagreb: 000048080
- Nederlandse Thesaurus van Auteursnamen: 072457023
- SNAC: w6ft9txk
- Virtual International Authority File: 67759728
- WorldCat: E39PBJkhKMY9rDKJ7gXbmfPWjC